# Vruchtwisseling

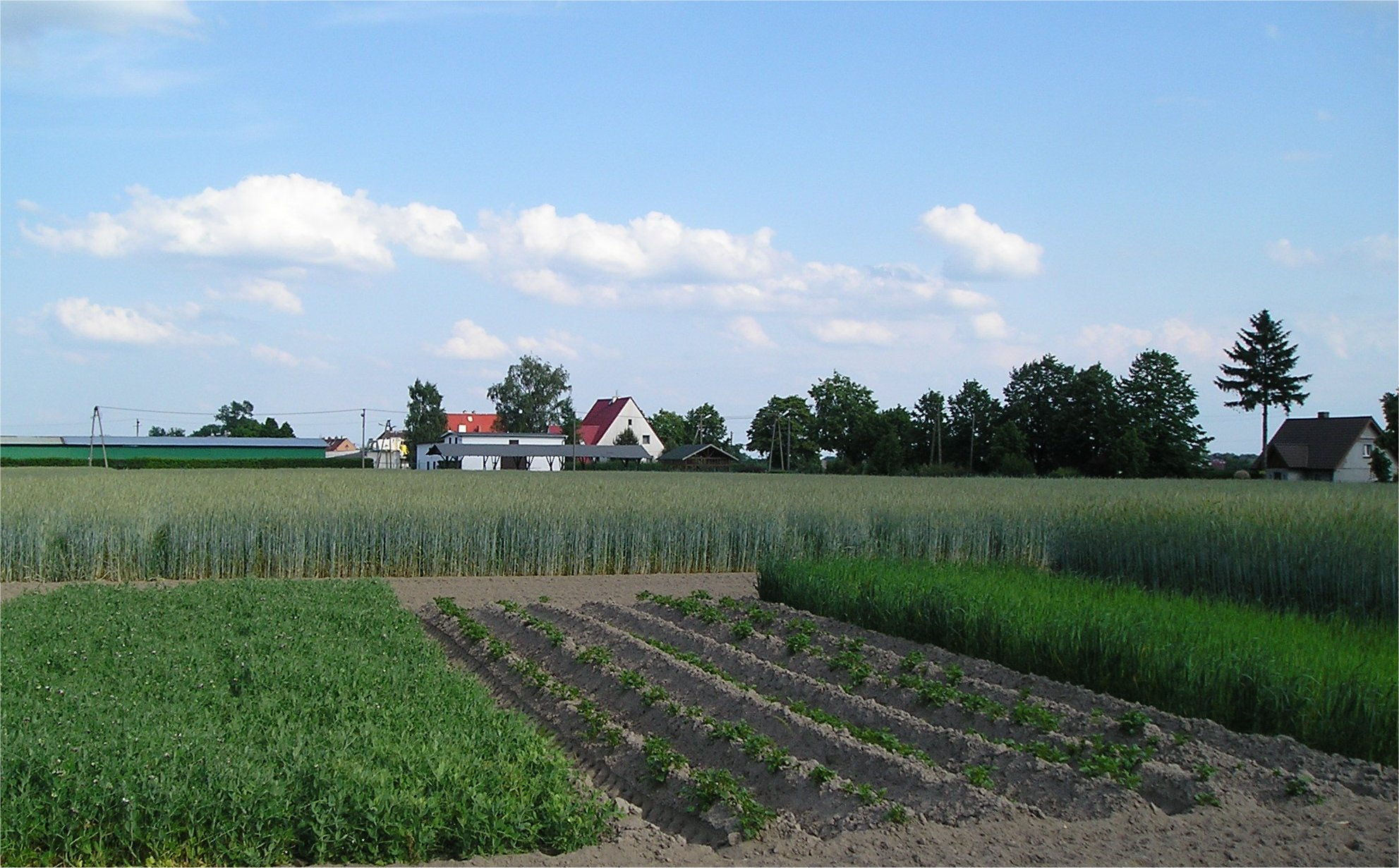
Gevolgen van vruchtwisseling en monocultuur op de Swojec Experimental Farm van de Wroclaw University of Environmental and Life Sciences. Op de voorgrond wordt de "Norfolk"-vruchtwisseling toegepast in de gewasvolgorde aardappelen, haver, erwten, rogge. Op het veld in de achtergrond wordt al 58 jaar een monocultuur van rogge toegepast.

Vruchtwisseling of wisselbouw is het op een perceel na elkaar telen van verschillende gewassen om bodemziekten te voorkomen. Pas na enkele jaren komt hetzelfde gewas weer op het perceel terug. Veel gewassen hebben last van bodemziekten, die veroorzaakt worden door aaltjes, schimmels en insecten. Zo hebben aardappels last van bodemmoeheid veroorzaakt door aaltjes, erwten na tuinboon last van fusarium-voetziekte en bieten na gras last van emelten.
Ook is vruchtwisseling belangrijk voor de bodemvruchtbaarheid, de bodemstructuur en het onderdrukken van onkruid. Het ene gewas is een betere voorvrucht dan het andere, omdat bepaalde stoffen in de grond achterblijven of minder worden gebruikt. Zo laten vlinderbloemigen stikstof in de bodem achter. Diepwortelende gewassen verbeteren de bodemstructuur en gewassen die snel de grond bedekken werken onkruidonderdrukkend. Ook prei laat een goede bodemstructuur achter.
Voor een goede vruchtwisseling wordt een vruchtwisselingsschema gebruikt, waarbij de gewassen in groepen worden ingedeeld, aangegeven wordt welke gewassen na elkaar komen en een bepaalde cyclus of rotatie wordt aangehouden. In een groep zitten de gewassen die vatbaar zijn voor dezelfde ziekten, zoals granen. De cyclus kan bijvoorbeeld bestaan uit 4 jaar.

## Geschiedenis
Karel de Grote voerde het drieslagstelsel in, waarbij wintergranen (tarwe of rogge), zomergranen (gerst of haver) en braak elkaar opvolgden. In later eeuwen werd de vruchtwisseling steeds ingewikkelder doordat er meer gewassen kwamen en men het land ging bemesten.
Zo werd vanaf de 18e eeuw, tijdens de Agrarische revolutie, het drieslagstelsel vervangen door het vierslagstelsel, waardoor het knelpunt van het drieslagstelsel, namelijk de braakliggende gronden, werd uitgeschakeld. Rapen, klaver, wortelgewassen en grassen gingen de graanteelt afwisselen en de braak vervangen.

## Landbouw
In de landbouw worden verschillende cycli gebruikt. Een veel gebruikte is een 1 op 4 vruchtwisseling, waarin aardappelen, granen, suikerbieten en granen elkaar vaak opvolgen.
Op zeer zware grond, zoals in Oost-Groningen is het niet mogelijk om aardappelen en suikerbieten te telen en worden alleen granen verbouwd.

### Vruchtwisselingsschema
Insecten zijn emelten, ritnaalden en rupsen

Ziekten zijn schimmelziekten

Structuur is structuurbederf.
| Voorvrucht → Gewas ↓ | Aard- appel     | Biet                | Blauw- maan- zaad | Erwt  | Grasland (oud)     | Graszaad en kunstweide | Karwij   | Klaver Luzerne     | Kool zaad | Stam- boon | Ui      | Vlas             | Winter- gerst | Winter- rogge    | Winter- tarwe | Haver           | Zomer- gerst | Zomer- tarwe  |
| -------------------- | --------------- | ------------------- | ----------------- | ----- | ------------------ | ---------------------- | -------- | ------------------ | --------- | ---------- | ------- | ---------------- | ------------- | ---------------- | ------------- | --------------- | ------------ | ------------- |
| Aardappel            | aaltjes ziekten | structuur           | ziekten           |       | insecten kwaliteit |                        |          |                    |           |            |         |                  |               |                  |               |                 |              |               |
| Biet                 |                 |                     |                   | trips | insecten           |                        |          | insecten           | aaltjes   |            |         | trips            |               |                  |               |                 | trips        | trips         |
| Blauw- maanzaad      |                 | structuur           |                   | trips | insecten           |                        |          | insecten           | onkruid   |            | onkruid | trips            |               |                  |               |                 | trips        | trips         |
| Erwt                 |                 | structuur           |                   |       | kwaliteit          |                        |          | kwaliteit          | onkruid   |            |         | trips            |               |                  |               |                 | trips        | trips         |
| Grasland Kunstweide  | te laat         | te laat             | te laat           |       |                    |                        |          |                    |           | te laat    | te laat |                  |               |                  | te laat       | te laat         |              | te laat       |
| Karwij               | te laat         | te laat             | te laat           |       |                    |                        | ziekten  |                    |           | te laat    | te laat |                  |               |                  |               |                 |              |               |
| Klaver Luzerne       | te laat         | te laat             | te laat           |       |                    |                        | insecten |                    | insecten  | te laat    | te laat |                  |               |                  | te laat       | te laat         |              | te laat       |
| Koolzaad             | te laat         | ziekten te laat     | te laat           |       |                    |                        | insecten |                    |           | te laat    | te laat |                  | te laat       | te laat          | te laat       | te laat         | te laat      | te laat       |
| Stamboon             |                 |                     |                   |       | kwaliteit          | kwaliteit              |          | kwaliteit          |           |            |         |                  |               |                  |               |                 |              |               |
| Ui                   |                 | structuur           |                   |       | kwaliteit          | kwaliteit              |          | kwaliteit          | onkruid   | onkruid    |         | trips            |               | aaltjes          |               | aaltjes         |              |               |
| Vlas                 | kwaliteit       | kwaliteit structuur |                   | trips | kwaliteit          | kwaliteit              |          | kwaliteit          |           | onkruid    | aaltjes | trips            |               | ongebruik- elijk |               |                 | trips        | trips         |
| Wintergerst          | te laat         | te laat             |                   |       | insecten kwaliteit |                        |          | insecten kwaliteit |           | te laat    | te laat |                  |               |                  |               | aaltjes te laat | ziekten      | ziekten trips |
| Winterrogge          | te laat         | te laat             |                   |       | insecten kwaliteit |                        |          | insecten kwaliteit |           | te laat    | aaltjes | ongebruik- elijk |               |                  | te laat       | aaltjes te laat |              | te laat       |
| Wintertarwe          | te laat         | te laat             |                   |       | insecten kwaliteit | insecten               |          | insecten kwaliteit |           | te laat    | te laat |                  | trips         |                  |               |                 |              | trips te laat |
| Haver                |                 |                     |                   |       | insecten kwaliteit |                        |          | insecten kwaliteit |           |            | aaltjes |                  |               | aaltjes          |               |                 |              |               |
| Zomergerst           |                 |                     |                   |       | insecten kwaliteit | kwaliteit              |          | insecten kwaliteit |           |            |         | trips            |               |                  | trips         | aaltjes         |              | trips         |
| Brouwgerst           |                 |                     |                   |       |                    |                        |          |                    |           |            |         |                  |               |                  | trips         | aaltjes         |              | trips         |
| Zomertarwe           |                 |                     |                   |       | insecten kwaliteit |                        |          | insecten kwaliteit |           |            |         | trips            | trips         |                  | trips         |                 | trips        |               |

## Groenteteelt
In de groenteteelt worden veel meer verschillende gewassen geteeld dan in de landbouw. Voor de vruchtwisseling worden daarom de gewassen per familie ingedeeld en kunnen de volgende groepen onderscheiden worden:
- kruisbloemigen: bloemkool, boerenkool, broccoli, radijs, raapstelen, koolraap enz.
- vlinderbloemigen: erwt, boon, tuinboon
- schermbloemigen: wortel, selderij
- Amarantenfamilie: rode biet, spinazie, snijbiet
- samengesteldbloemigen: sla, andijvie, witlof
- Look: ui, prei, knoflook, sjalot, bieslook
- Nachtschadefamilie: aardappel, tomaat, paprika, aubergine
- Komkommerfamilie: komkommer, courgette, augurk, pompoen, meloen

De vruchtwisselingscyclus is afhankelijk van het gewas.
- 1 op 6 jaar: erwt, tuinboon, ui, prei, wortel, selderij en kool op zandgrond
- 1 op 4 jaar: aardappel, augurk en rode biet
- 1 op 3 jaar: overige groenten

### Vruchtwisselingsschema
Insecten zijn emelten, ritnaalden en rupsen

Ziekten zijn schimmelziekten

Structuur is structuurbederf.
| Voorvrucht → Gewas ↓ | Aard- appel              | Aard- bei       | Andij- vie      | Augurk          | Bloem- kool      | Boeren- kool     | Boon                     | Erwt                             | Graan            | Gras             | Knol- selderij           | Kool- raap      | Rode biet         | Maïs             | Wortel                   | Prei            | Radijs           | Schors- eneer            | Sla                              | Sluit- kool      | Spina- zie       | Spruit- kool      | Tuin- boon               | Tulp            | Ui              | Witlof- wortels |
| -------------------- | ------------------------ | --------------- | --------------- | --------------- | ---------------- | ---------------- | ------------------------ | -------------------------------- | ---------------- | ---------------- | ------------------------ | --------------- | ----------------- | ---------------- | ------------------------ | --------------- | ---------------- | ------------------------ | -------------------------------- | ---------------- | ---------------- | ----------------- | ------------------------ | --------------- | --------------- | --------------- |
| Aardappel            | aaltjes ziekten          | aaltjes         | aaltjes         | aaltjes         |                  | structuur        |                          | aaltjes                          |                  | insecten ziekten | aaltjes                  |                 | aaltjes           |                  | aaltjes                  | aaltjes         |                  | aaltjes                  | aaltjes                          |                  | aaltjes          | structuur         | aaltjes                  | aaltjes         | aaltjes         | aaltjes         |
| Aardbei              | aaltjes                  | aaltjes ziekten | aaltjes         | aaltjes         |                  |                  |                          | aaltjes                          |                  |                  | aaltjes                  |                 | aaltjes           |                  | aaltjes                  | aaltjes         |                  |                          | aaltjes                          |                  |                  |                   | aaltjes                  | aaltjes         | aaltjes         |                 |
| Andijvie             | aaltjes                  | aaltjes onkruid | aaltjes ziekten | ziekten         |                  |                  | ziekten                  | aaltjes ziekten onkruid          |                  |                  | ziekten                  |                 | aaltjes           |                  | onkruid                  | aaltjes onkruid |                  | aaltjes                  | aaltjes                          |                  | te veel stikstof |                   |                          |                 | aaltjes         | aaltjes ziekten |
| Augurk               | aaltjes ziekten          | aaltjes         | ziekten         | aaltjes ziekten |                  |                  | ziekten                  | aaltjes                          |                  |                  | aaltjes ziekten          |                 | aaltjes           | onkruid          | aaltjes                  |                 |                  |                          | ziekten                          |                  | aaltjes          |                   | aaltjes                  | aaltjes         | aaltjes         | ziekten         |
| Bloemkool            |                          |                 |                 |                 | aaltjes ziekten  | aaltjes ziekten  | aaltjes                  |                                  |                  | ziekten          |                          | aaltjes ziekten | aaltjes           |                  |                          |                 | ziekten          |                          |                                  | aaltjes ziekten  | aaltjes          | aaltjes ziekten   |                          |                 |                 |                 |
| Boerenkool           |                          |                 |                 |                 | aaltjes ziekten  | aaltjes ziekten  | aaltjes                  |                                  |                  | ziekten          |                          | aaltjes ziekten | aaltjes           |                  |                          |                 | ziekten          |                          |                                  | aaltjes ziekten  | aaltjes          | aaltjes ziekten   |                          |                 |                 |                 |
| Boon                 |                          |                 | ziekten         | ziekten         | aaltjes          | aaltjes          | aaltjes ziekten          | aaltjes ziekten                  |                  |                  | ziekten                  | aaltjes         |                   | onkruid          | aaltjes                  |                 |                  |                          | ziekten                          | aaltjes          |                  | aaltjes           | aaltjes ziekten          |                 | aaltjes         | ziekten         |
| Erwt                 | aaltjes                  | aaltjes         | aaltjes ziekten | aaltjes ziekten |                  | structuur        | aaltjes ziekten          | aaltjes ziekten                  |                  | te veel stikstof | aaltjes ziekten          |                 | aaltjes structuur |                  |                          | aaltjes         |                  | aaltjes                  | aaltjes ziekten                  |                  | aaltjes          | structuur         | aaltjes                  | aaltjes         | aaltjes         | aaltjes         |
| Graan                |                          |                 |                 |                 |                  |                  |                          | aaltjes                          | ziekten          | insecten         |                          |                 |                   |                  |                          |                 |                  |                          |                                  |                  |                  |                   |                          |                 |                 | onkruid         |
| Gras                 |                          |                 |                 |                 |                  |                  |                          |                                  |                  |                  |                          |                 |                   |                  |                          |                 |                  |                          |                                  |                  |                  |                   |                          |                 |                 |                 |
| Knolselderij         | aaltjes                  | aaltjes         | ziekten         | aaltjes ziekten |                  |                  | aaltjes ziekten          | aaltjes ziekten                  |                  | insecten         | aaltjes ziekten          |                 |                   |                  | aaltjes ziekten          |                 |                  |                          | ziekten                          |                  | aaltjes          |                   | aaltjes                  | aaltjes         | aaltjes         |                 |
| Koolraap             |                          |                 |                 |                 | aaltjes ziekten  | aaltjes ziekten  | aaltjes                  |                                  |                  | ziekten          |                          | aaltjes ziekten | aaltjes           |                  |                          |                 | ziekten          |                          |                                  | aaltjes ziekten  | aaltjes          | aaltjes ziekten   |                          |                 |                 |                 |
| Rode biet            | aaltjes ziekten          | aaltjes         | aaltjes         | aaltjes         | aaltjes          | aaltjes          |                          | aaltjes                          | insecten         | insecten ziekten |                          | aaltjes         | aaltjes ziekten   |                  | aaltjes                  |                 | ziekten          | aaltjes                  | aaltjes                          | aaltjes          | aaltjes          | aaltjes structuur |                          | aaltjes         | aaltjes         | aaltjes         |
| Maïs                 |                          |                 |                 |                 |                  |                  |                          |                                  | aaltjes insecten | insecten         |                          |                 |                   |                  | aaltjes                  |                 |                  |                          |                                  |                  |                  |                   |                          |                 | aaltjes         |                 |
| Wortel               | aaltjes ziekten          | aaltjes         | aaltjes         | aaltjes         | aaltjes          | aaltjes          | aaltjes                  | aaltjes                          |                  | insecten         | aaltjes                  | aaltjes         | aaltjes           |                  | ziekten                  |                 |                  | aaltjes                  | aaltjes                          | aaltjes          | aaltjes          | aaltjes           | aaltjes                  | aaltjes         | aaltjes         | aaltjes         |
| Prei                 | aaltjes                  | aaltjes         |                 |                 |                  |                  |                          |                                  |                  | insecten         |                          |                 |                   | onkruid          |                          | ziekten         |                  |                          |                                  |                  |                  |                   | aaltjes                  |                 | ziekten         |                 |
| Radijs               | ziekten                  |                 |                 |                 | ziekten          |                  | aaltjes                  |                                  |                  | ziekten insecten |                          | ziekten         | aaltjes           |                  |                          |                 | ziekten          |                          |                                  | ziekten          | aaltjes          |                   |                          |                 |                 |                 |
| Schorseneer          | aaltjes                  |                 | aaltjes         |                 |                  |                  |                          | aaltjes                          |                  | insecten         |                          |                 | aaltjes           | onkruid          | aaltjes                  |                 |                  | aaltjes ziekten          | aaltjes                          |                  |                  |                   |                          |                 | aaltjes         | aaltjes         |
| Sla                  | aaltjes                  | aaltjes onkruid | aaltjes ziekten | ziekten         |                  |                  | ziekten                  | aaltjes ziekten onkruid          |                  |                  | ziekten                  |                 | aaltjes           | onkruid          | aaltjes onkruid          | onkruid         |                  | aaltjes                  | aaltjes ziekten                  |                  | te veel stikstof |                   |                          |                 | aaltjes         | aaltjes ziekten |
| Sluitkool            |                          |                 |                 |                 | aaltjes ziekten  | aaltjes ziekten  | aaltjes                  |                                  |                  | ziekten          |                          | aaltjes ziekten | aaltjes           |                  |                          |                 | ziekten          |                          |                                  | aaltjes ziekten  | aaltjes          | aaltjes ziekten   |                          |                 |                 |                 |
| Spinazie             | aaltjes onkruid          | onkruid         |                 | aaltjes         |                  |                  |                          | aaltjes                          |                  |                  | aaltjes                  |                 | aaltjes           | onkruid          | aaltjes onkruid          | onkruid         |                  |                          |                                  |                  | aaltjes ziekten  |                   | aaltjes                  | aaltjes         | aaltjes         |                 |
| Spruitkool           |                          |                 |                 |                 | aaltjes ziekten  | aaltjes ziekten  | aaltjes                  |                                  |                  | ziekten          |                          | aaltjes ziekten | aaltjes           |                  |                          |                 | ziekten          |                          |                                  | aaltjes ziekten  | aaltjes          | aaltjes ziekten   |                          |                 |                 |                 |
| Tuinboon             | aaltjes                  | aaltjes         | ziekten         | aaltjes         |                  |                  | aaltjes ziekten          | aaltjes ziekten                  |                  |                  | aaltjes                  |                 |                   |                  | aaltjes                  |                 |                  |                          |                                  |                  | aaltjes          |                   | aaltjes ziekten          | aaltjes         | aaltjes         |                 |
| Tulp                 | aaltjes                  | aaltjes         |                 | aaltjes         |                  |                  |                          | aaltjes                          |                  |                  | aaltjes                  |                 | aaltjes           |                  | aaltjes                  |                 |                  |                          |                                  |                  | aaltjes          |                   | aaltjes                  | aaltjes ziekten | aaltjes         | onkruid         |
| Ui                   | aaltjes                  | aaltjes         | aaltjes         | aaltjes         |                  |                  | aaltjes                  | aaltjes insecten                 |                  | insecten         | aaltjes                  |                 | aaltjes structuur |                  |                          | ziekten         |                  | aaltjes                  | aaltjes                          |                  | aaltjes          |                   | aaltjes                  | aaltjes         | aaltjes ziekten | aaltjes         |
| Witlofwortels        | aaltjes te veel stikstof |                 | aaltjes ziekten | ziekten         | te veel stikstof | te veel stikstof | ziekten te veel stikstof | aaltjes ziekten te veel stikstof |                  | te veel stikstof | ziekten te veel stikstof |                 | aaltjes           | te veel stikstof | aaltjes te veel stikstof |                 | te veel stikstof | aaltjes te veel stikstof | aaltjes ziekten te veel stikstof | te veel stikstof | te veel stikstof | te veel stikstof  | ziekten te veel stikstof |                 | aaltjes         | aaltjes ziekten |